# Nathalie Durand
Nathalie Durand est une directrice de la photographie française.

## Filmographie partielle
- 2000 : Les filles ne savent pas nager d'Anne-Sophie Birot
- 2000 : Fais-moi rêver de Jacky Katu
- 2002 : Le Pays du chien qui chante de Yann Dedet
- 2006 : La Faute à Fidel ! de Julie Gavras
- 2008 : Les grands s'allongent par terre d'Emmanuel Saget
- 2008 : Mah Sa-Sah de Daniel Kamwa
- 2010 : Pieds nus sur les limaces de Fabienne Berthaud
- 2011 : Trois fois 20 ans de Julie Gavras
- 2012 : L'Étoile du jour de Sophie Blondy
- 2013 : La Braconne de Samuel Rondière
- 2013 : Un week-end à Paris de Roger Michell
- 2013 : Avant que de tout perdre de Xavier Legrand (court-métrage)
- 2015 : Sky de Fabienne Berthaud
- 2017 : Jusqu'à la garde de Xavier Legrand
- 2019 : On ment toujours à ceux qu'on aime de Sandrine Dumas
- 2019 : Un monde plus grand de Fabienne Berthaud
- 2022 : Tom de Fabienne Berthaud
- 2022 : Mon héroïne de Noémie Lefort
- 2023 : Le Successeur de Xavier Legrand
- 2023 : Cinq Hectares d’Émilie Deleuze
- 2024 : Le Dernier Souffle de Costa-Gavras

## Distinctions
- César 2018: nommée pour le César de la meilleure photographie pour Jusqu'à la garde

## Décorations
Promue Chevalier de l'Ordre des Arts et des Lettres - arrêté du 16 septembre 2019